# Királycinege
A királycinege (Machlolophus spilonotus) a verébalakúak (Passeriformes) rendjébe, ezen belül a cinegefélék (Paridae) családjába tartozó faj.

## Rendszerezése
A fajt Charles Lucien Jules Laurent Bonaparte francia ornitológus írta le 1850-ben, a Parus nembe Parus spilonotus néven. Egyes szervezetek jelenleg is ide sorolják.

## Alfajai
- Machlolophus spilonotus spilonotus (Bonaparte, 1850) a Himalája keleti területein, Nepál északi részétől India északkeleti részéig, továbbá Mianmar északi és nyugati részén,
- Machlolophus spilonotus subviridis (Blyth, 1855) India északkeleti, Mianmar keleti és déli, Thaiföld északi és Kína déli területein él
- Machlolophus spilonotus rex (David, 1874) Kína déli és délkeleti, Laosz északi részein és Vietnám északnyugati
- Machlolophus spilonotus basileus (Delacour, 1932) Laosz déli részein és Vietnám déli középső részéin él.

## Előfordulása
Dél- és Délkelet-Ázsiában, Banglades, Bhután, Kína, India, Laosz, Mianmar, Nepál, Thaiföld és Vietnám területén honos. Természetes élőhelye a szubtrópusi vagy trópusi síkvidéki és hegyi esőerdők, mérsékelt övi erdők, valamint szántóföldek, üétetvények és vidéki kertek. Állandó, nem vonuló faj.

## Megjelenése
Testhossza 13,5–15,5  centiméter, testtömege 18–23 gramm.

## Életmódja
Gerinctelenekkel és a lárváikkal táplálkozik, de rügyeket, bimbókat és gyümölcsöket is fogyaszt.

## Szaporodása
A költési perióduson kívül többnyire dombvidéken tartózkodik, költés alatt inkább a hegyvidéket kedveli. Februártól augusztusig költ. Faodúkban fészkel (mintegy 15 méter magasan), ritkán sziklafalak üregeiben, melyeket nem csak mohával, fűvel, levelekkel, állati szőrrel és tollal bélel, mint a többi cinegefaj, hanem virágszirmokkal és kígyóbőrdarabokkal is. A nőstény 4-6 tojást rak le.

## Természetvédelmi helyzete
Az elterjedési területe rendkívül nagy, egyedszáma pedig növekszik. A Természetvédelmi Világszövetség Vörös listáján nem fenyegetett fajként szerepel.